# نیروی پلیس هند (سریال وب)
نیروی پلیس هند (انگلیسی: Indian Police Force) یک مجموعه اینترنتی آماده پخش هندی در ژانر فیلم اکشن، درام و پلیسی با بازی سیدهارث مالهوترا، شیلپا شتی و ویوک اوبروی است که از طریق آمازون پرایم ویدئو پخش می‌شود. این سریال توسط روهیت شتی و سوشوانث پراکاش ساخته و کارگردانی شده‌است.

## داستان
این سریال بر زندگی و سفر افسر کادر (نیروی پلیس هند) در دهلی نو تمرکز دارد که تمام تلاش خود را می‌کند تا مغز متفکر تروریستی را که در پشت یک سری انفجارهای مرگبار در اطراف آن قرار دارد، ردیابی و به دست عدالت بسپارد.

## تولید
این سریال عمدتاً در بمبئی، مهاراشترا، گوا و نویدا بزرگ فیلمبرداری شد. فیلمبرداری اصلی سریال در اواسط آوریل ۲۰۲۲ آغاز شد.

## انتشار
در ۱۸ آوریل ۲۰۲۲، آمازون پرایم ویدیو این سریال را به‌طور رسمی اعلام کرد، و تیزر منتشر شد. درحال حاضر قرار است این سریال در سال ۲۰۲۳ منتشر شود.